# Hội đồng Vàng Thế giới
Hội đồng Vàng Thế giới là một hiệp hội thương mại quốc tế trong ngành công nghiệp vàng. Trụ sở chính của công ty được đặt tại Luân Đôn và có văn phòng tại Ấn Độ, Trung Quốc, Singapore, UAE và Hoa Kỳ. Các thành viên của tổ chức này là các công ty khai thác vàng. David Harquail là chủ tịch và David Tait là giám đốc điều hành.  Mục tiêu của hiệp hội là kích thích và duy trì nhu cầu về vàng thông qua việc phát triển thị trường. 
Hội đồng Vàng Thế giới được thành lập vào năm 1897 thông qua việc sáp nhập với một công ty Nam Phi là Intergold, kế thừa các văn phòng quốc tế của công ty này. Vào thời điểm đó, việc nhập khẩu đồng xu vàng Krugerrand của Nam Phi đã bị nhiều quốc gia cấm để phản đối chế độ phân biệt chủng tộc Apartheid ở Nam Phi.
Hiệp hội xuất bản các nghiên cứu nhằm ủng hộ vàng và những sản phẩm chẳng hạn như Cố phiếu Vàng SPDR (SPDR Gold Shares) và tích luỹ vàng ở Ấn Độ và Trung Quốc, cũng như phát hành phim để quảng bá các hoạt động của công ty.